# Numa Denis Fustel de Coulanges
Numa Denis Fustel de Coulanges (Paris, 18 de março de 1830 – Massy, 12 de setembro de 1889) foi um historiador francês, positivista e gênio do século XIX. Sua obra mais conhecida é A Cidade Antiga (La Cité Antique), publicado em 1864. Ele também é o autor de L´Histoire des institutions politiques de l´ancienne France que influenciou várias gerações de historiadores inclusive Marc Bloch. Diretor de l´École Normale Superieure e titular da primeira cadeira de História Medieval na Sorbonne, ele tratou a historiografia francesa de uma forma científica.

## Vida e carreira
Nascido em Paris, de uma família da Bretanha, estudou na École Normale Supérieure e foi enviado para uma escola francesa em Atenas. Em 1853, dirigiu algumas escavações em Quios e escreveu uma nota histórica sobre a ilha.
Em 1855, retorna para França e assume o cargo de professor do liceu de Amiens e em seguida, do liceu Saint-Louis em Paris, onde fica ade 1858 até 1860.
Em 1858 recebeu seu doutorado com duas teses: a latina, sobre o cultro de Vesta e a francesa Políbio ou a Grécia conquistada pelos romanos. Como historiador tinha maior interesse em História clássica então em 1860 Fustel se torna professor de História na Universidade de Estrasburgo. Em 1870, deixou a cidade e tornou-se maìtre de conférences de História na École Normale Supérieure de 1870 até 1875. De 1875 até 1878 foi professor suplente e de 1875 até 1879 tornou-se professor efetivo de História em Sorbonne. Depois de ter sido diretor da École Normale Supérieure de 1880 até 1883, Fustel iniciou seu professorado na Sorbonne de 1884 até 1888. Ele morreu em Massy, em 1889.
Sua vida foi dedicada quase exclusivamente ao seu ensino e de seus livros. Em 1875 foi eleito membro da Académie des Sciences Morales, e, em 1880 relutantemente aceitou o cargo de diretor da École Normale. Sem intervir pessoalmente na política francesa, ele teve um grande interesse nas questões de gestão e de reorganização social decorrente da queda do regime imperialista e as calamidades regime da guerra. Ele desejava que as instituições contemporâneas se aproximassem mais estreitamente às do passado, e concebia para a nova Constituição francesa um conjunto de reformas que refletiam as opiniões que ele tinha formado sobre a democracia em Roma e na antiga França.

### Personalidade e opiniões
Fustel de Coulanges costumava atacar impiedosamente as teorias de outros historiadores e, especialmente no final da vida, ficava facilmente irritado com suas respostas.
Adversário declarado da democracia e da república Fustel era defensor da família, da religião e da propriedade, recusava-se a aceitar o sufrágio universal que considerou o responsável pelo fim do Império, pela derrota de 1870 e pela Comuna. Era positivista, considerava que "a história é ciência pura, uma ciência como a física ou como a geologia".

## Trabalho como historiador
- Em 1864, enquanto professor de História em Estrasburgo, Fustel publica a obra La Citè Antique, (A Cidade Antiga), um estudo sobre o culto, o direito, as instituições da Grécia e de Roma.[9] Fustel argumenta nesta obra que as primeiras religiões eram cultos aos mortos que eram considerados sagrados e seus túmulos, templos.[10]

## Obras
Em latim e francês
- Quid Vestæ Cultus in Institutis Veterum Privatis Publicisque Valuerit?, T. Jeunet, 1858.
- Polybe ou la Grèce Conquise par les Romains,T. Jeunet, 1858.
- La Cité Antique,Durand, 1864.
- Histoire des Institutions Politiques de l'Ancienne France:
  - La Gaule Romaine.
  - L'Invasion Germanique et la Fin de l'Empire.
  - La Monarchie Franque.
  - L'Alleu et le Domaine Rural pendant l'Époque Mérovingienne.
  - Les Origines du Système Féodal.
  - Les Transformations de la Royauté pendant l'Époque Carolingienne.
- Recherches sur Quelques Problèmes d'Histoire,Paris, Hachette, 1885.
- Nouvelles Recherches sur Quelques Problèmes d'Histoire, Hachette, 1891.
- Questions Historiques,Hachette, 1893.
- Questions Contemporaines,Hachette, 1917 [1st Pub. 1916].
- Leçons à l'Impératrice sur les Origines de la Civilisation Française, Hachette, 1930.

Traduzido para o inglês
- The Ancient City: A Study on the Religion, Laws and Institutions of Greece and Rome,Lee & Shepard, 1877.
- The Origin of Property in Land,Sonnenschein, 1891.

Traduzido para o português
- Numa Denis Fustel de Coulanges (1996). A Cidade Antiga. [S.l.]: Hemus. ISBN 978-85-289-0063-7